# Codexul Eyckensis
Codexul Eyckensis din sec. al VIII-lea este un evangheliar alcătuit din două manuscrise care din sec. al XII-lea și până în 1988 au format probabil un convolut. Codexul Eyckensis este cea mai veche carte din Belgia. Începând din sec. al VIII-lea Codexul este păstrat și conservat pe teritoriul actualei municipalități a orașului Maaseik. Cartea a fost probabil realizată în scriptoriumul de la abația din Echternach.

## Descrierea manuscrisului A și a manuscrisului B
Codexul Eyckensis constă din două evanghelistare pe 133 de foliouri de pergament, fiecare măsurând 244 × 183 mm. 

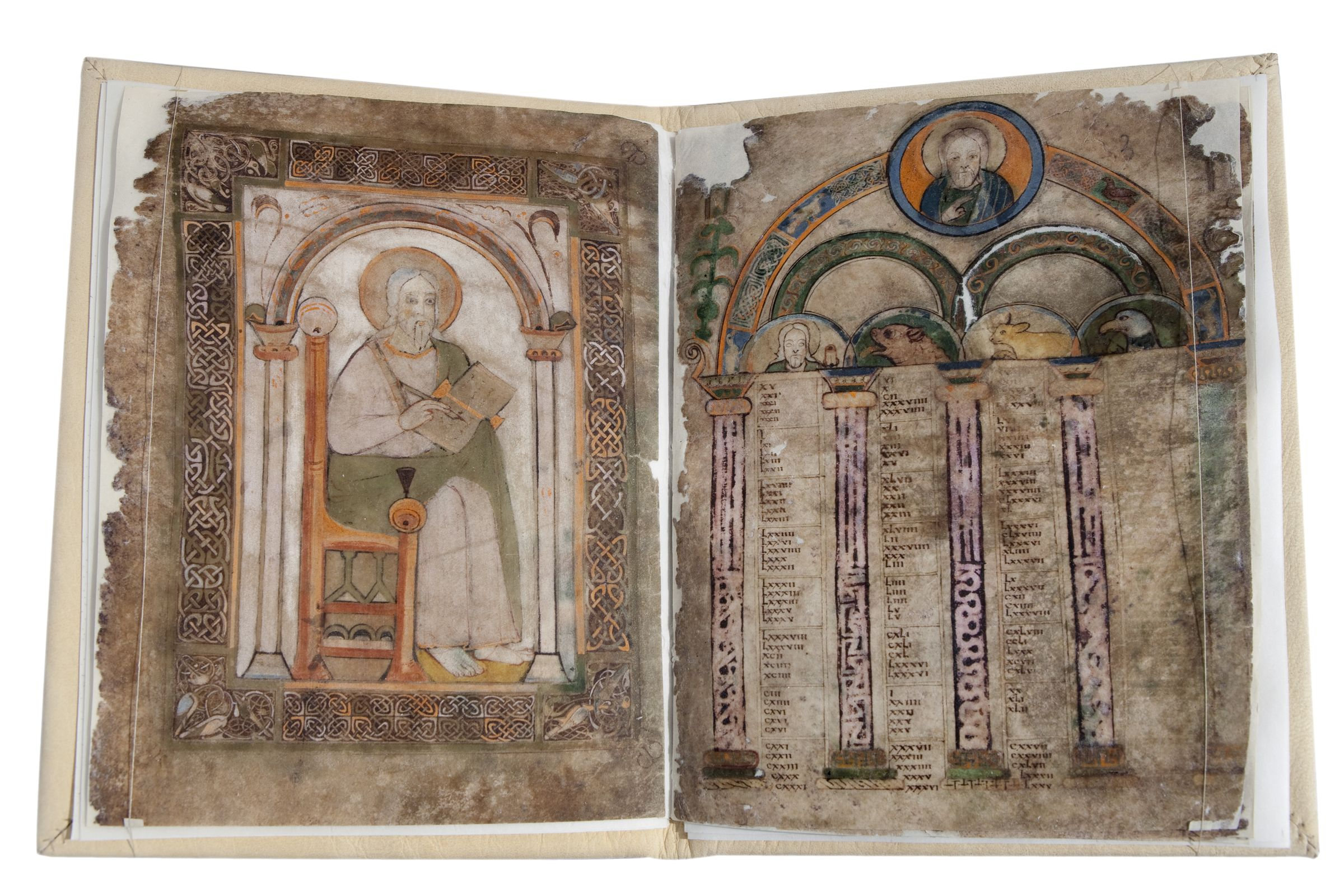
Full-page evangelist portrait and canon tables in the Codex Eyckensis A.

Primul manuscris (Codexul A) este incomplet. Acesta constă din 5 foliouri și se deschide cu un portret de evanghelist pe întreaga pagină (înfățișându-l probabil pe Sfântul Matei), urmat de un set incomplet de opt table canonice. Portretul evanghelistului este redat în stil italo-bizantin, fiind clar legat de cel al Evangheliilor Barberini păstrate în prezent în Biblioteca Apostolică Vaticană (Barberini Lat. 570). Portretul este încadrat într-o bordură de noduri anglo-saxone, comparabile cu elementele decorative din Evangheliile Lindisfarne. 
Tablele canonice oferă o prezentare generală a pasajelor corespunzătoare din cele patru Evanghelii. Astfel, tablele canonice au rol de cuprins și de index pentru a facilita accesul la texte. Tablele canonice din manuscrisul A sunt decorate cu coloane și arcade, simbolurile celor patru evangheliști și portrete de sfinți.
Cel de-al doilea manuscris (Codexul B) conține un set complet de 12 table canonice și textele tuturor celor patru evanghelii. Tablele canonice sunt înfrumusețate cu coloane și arcade, înfățișări ale apostolilor și simbolurile evangheliștilor. Textele evangheliilor sunt scrise într-o formă rotunjită a scrisului insular minuscul [link-uri către arta/scrierea insulară], care era caracteristic manuscriselor britanice și irlandeze din sec. VII și VIII, fiind utilizat și în Europa continentală. Majuscula inițială a fiecărui paragraf are un contur din puncte roșii și galbene. Textul a fost copiat de un singur copist. 
Textul Evangheliei este o versiune a Vulgatei, în majoritatea lui așa cum a fost tradus de sfântul Ieronim (347–420), cu o serie de adăugiri și schimbări. Versiuni comparabile ale textelor evanghelice se pot găsi în Evangheliarul din Kells (Dublin, Trinity College, ms 58), Cartea din Armagh (Dublin, Trinity College, ms 52) și Evangheliile Echternach (Paris, Bnf, ms Lat.9389).

## Istoric (de la origine până în sec. al XX-lea)

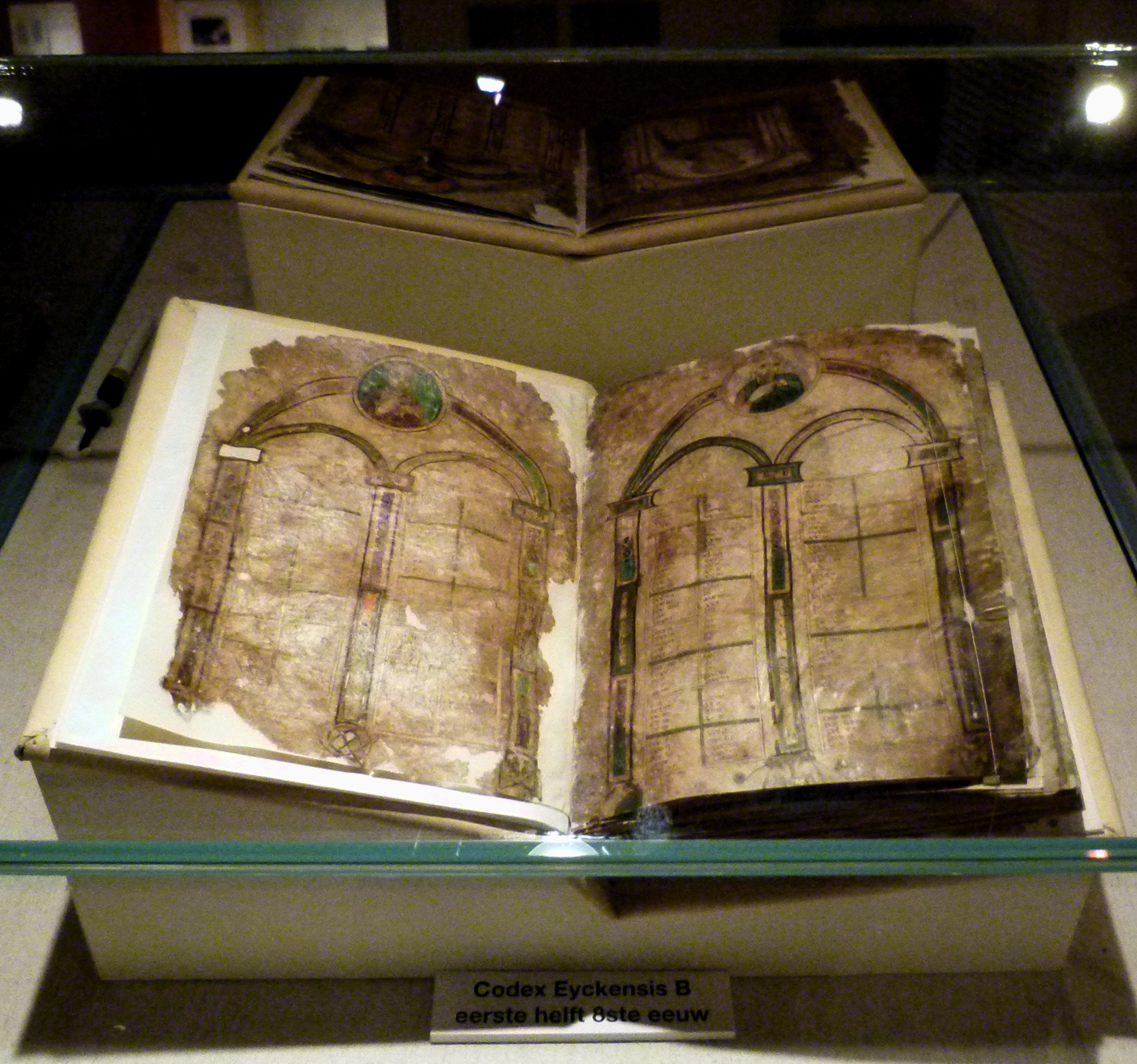
The Codex Eyckensis displayed in the St Catherine's Church in Maaseik

Codexul datează din sec. al VIII-lea și a fost păstrat mai întâi la fosta abație benedictină din Aldeneik, care a fost consacrată în anul 728 e.n. Nobilii merovingieni, Adelard, Lord de Denain, și soția acestuia, Grinuara, au fondat această abație pentru fiicele lor, Harlindis și Relindis, într-o „pădurice mică și netrebuincioasă” de lângă râul Meuse. Mănăstirea purta numele Eyke („stejar”), de la stejarii care creșteau acolo. Ulterior, pe măsură ce satul din vecinătate Nieuw-Eyke („stejarul nou”—actualul Maaseik) se dezvolta și creștea ca importanță, numele satului inițial a devenit Aldeneik („stejarul vechi”). Sfântul Willibrord a consacrat-o pe Harlindis ca prima abatesă a acestei comunități religioase. După moartea acesteia, Sfântul Bonifaciu a consacrat-o pe sora ei, Relindis, ca succesoare.
Codexul Eyckensis era folosit la mănăstire pentru studierea și, de asemenea, pentru provăduirea învățămintelor lui Hristos. Ambele evanghelistare, care acum constituie Codexul Eyckensis, au fost probabil aduse de la abația din Echternach la Aldeneik de către Sfântul Willibrord.
Cele două manuscrise au fost unite într-o singură legătură, cel mai probabil în cursul sec. al XII-lea. 
În 1571 abația Aldeneik a fost abandonată. De la mijlocul sec. al X-lea, maicile benedictine fuseseră înlocuite de un capitul colegial de preoți canonici. Odată cu amenințarea crescândă a războiului religios, preoții canonici s-au refugiat în orașul cetate Maaseik. Aceștia au dus odoarele bisericești de la Aldeneik—inclusiv Codexul Eyckensis—la biserica Sf. Ecaterina.

## Autori

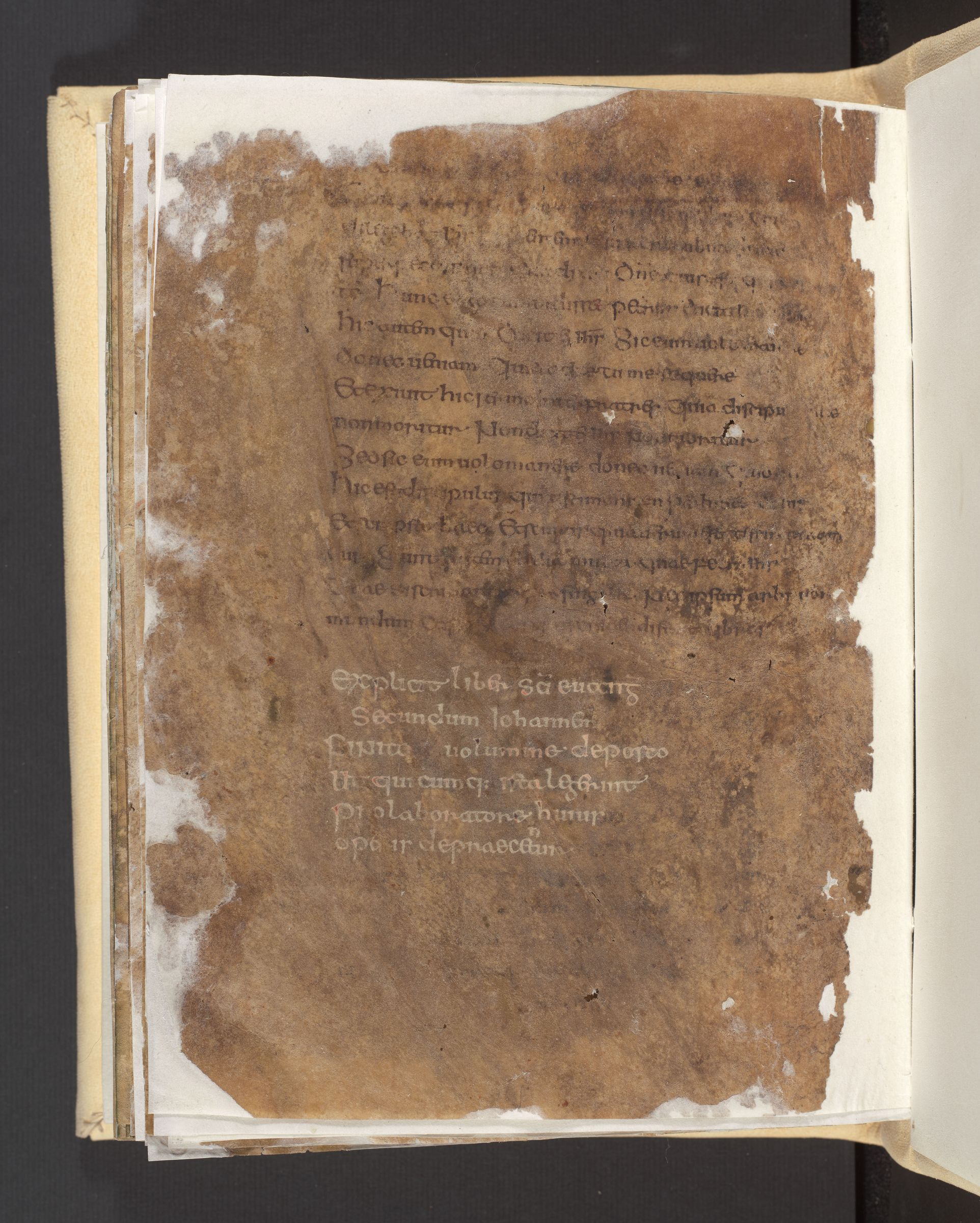
Text folio in the Codex B

Timp de secole, oamenii au fost convinși că acest Codex Eyckensis a fost scris de Harlindis și Relindis, primele abatese ale abației din Aldeneik, care ulterior au fost canonizate. Hagiografia acestora a fost scrisă în cursul sec. al IX-lea de către un preot local. Acest text menționează faptul că Harlindis și Relindis au scris și un evanghelistar. În cursul sec. al IX-lea cultul moaștelor sfintelor surori a devenit din ce în ce mai important, incluzând și venerarea Codexului Eyckensis, care inspira o profundă adorație ca fiind o lucrare realizată chiar de Harlindis și Relindis.
Însă, ultimele rânduri din cel de-al doilea manuscris combat în mod explicit acest fapt: Finito volumine deposco ut quicumque ista legerint pro laboratore huius operis depraecentur (La săvârșirea acestui volum, rogu-i pe toți care citesc să se roage pentru truditorul care a făcut acest manuscris). Forma în masculin laborator („truditor”) indică clar că persoana care a scris manuscrisul era un bărbat.
O analiză comparativă efectuată în 1994 de către Albert Derolez (Universitatea din Ghent) și Nancy Netzer (Colegiul Boston) a relevat faptul că manuscrisul A și manuscrisul B datează din aceeași perioadă, că este foarte probabil ca ambele să fi fost create la același scriptorium de la mănăstirea din Echternach și chiar ca ambele să fi fost scrise de același copist.

## Încercarea de conservare și restaurare din 1957
În 1957 Karl Sievers, un restaurator din Düsseldorf, a încercat să conserve și să restaureze Codexul Eyckensis. Acesta a îndepărtat și distrus legătură în catifea roșie datând din sec. al XVIII-lea, după care a trecut la laminarea tuturor foliourilor manuscrisului cu Mipofolie. Mipofolie este o folie din policlorură de vinil (PVC), plastifiată la exterior cu dioctilftalat. Cu trecerea timpului, această folie a produs acid clorhidric care a atacat pergamentul, având un efect de îngălbenire și asupra folioului. Transparența și culoarea pergamentului au fost afectate iar polimerii prezenți în folie au putut migra în pergament, făcându-l sfărâmicios. După laminare, Sievers a legat din nou codexul. Pentru a putea face acest lucru, acesta a tăiat marginile foliourilor, ceea ce a dus la pierderea unor fragmente din iluminare.

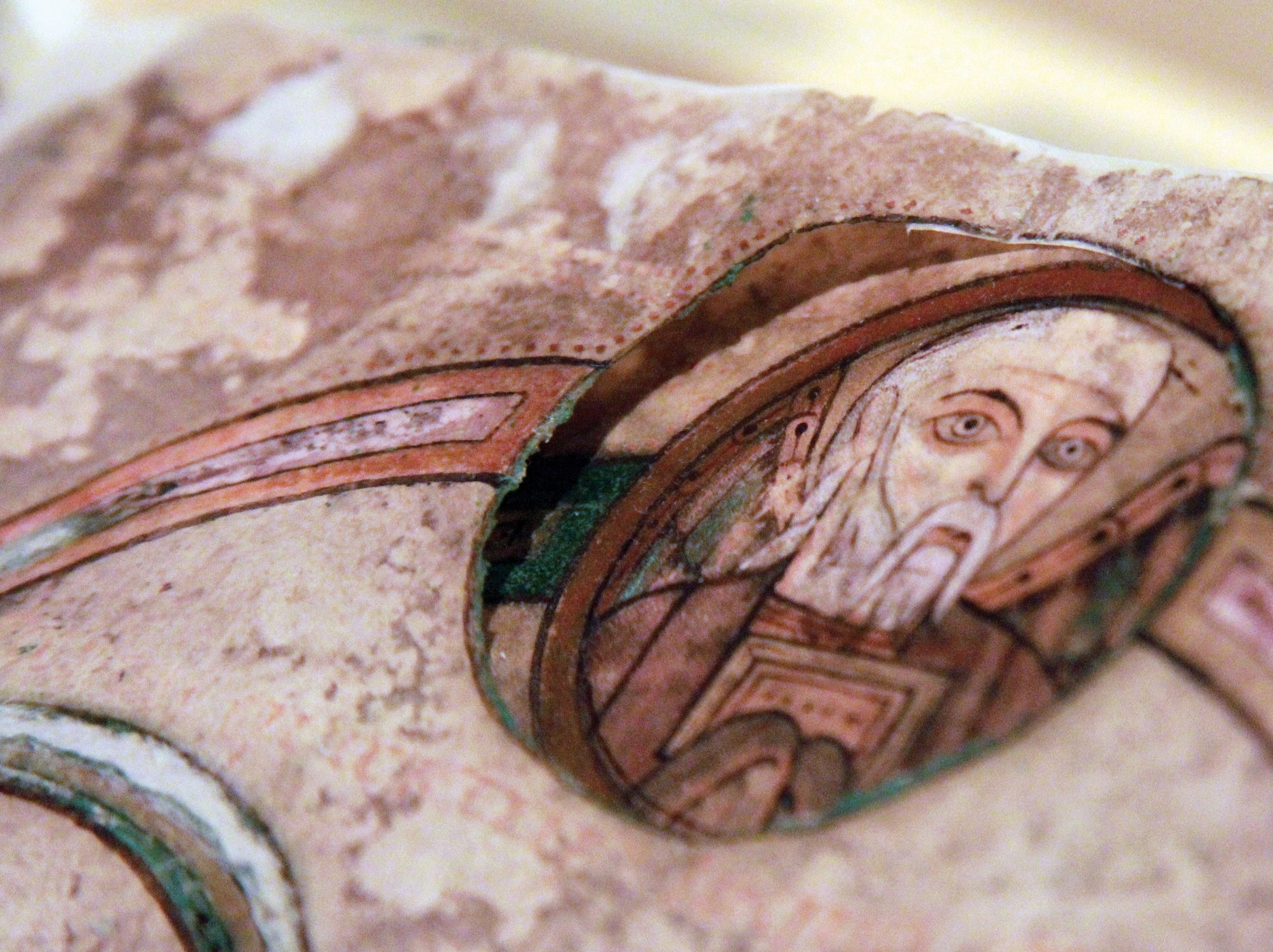
Detail from the Codex B

Într-un nou efort intens de restaurare, între 1987 și 1993, laminarea cu mipofolie a fost meticulos îndepărtată de o echipă din cadrul Institutului Regal Belgian pentru Patrimoniul Cultural, condusă de chimistul, dr Jan Wouters. Pentru restaurarea foliourilor după îndepărtarea laminatului, a fost dezvoltată o tehnică inovatoare de întărire a pergamentului. În vederea finalizării restaurării, cele două manuscrise ale Codexului au fost legate separat. 

## Documentare și digitizare
Cea mai veche documentare fotografică a Codexului Eyckensis datează aproximativ din 1916 (Bildarchiv Marburg). Cu ocazia restaurării, manuscrisul a fost fotografiat la Institutul Regal Belgian pentru Patrimoniul Cultural (KIK–IRPA). În 1994 a fost publicat un facsimil. 
În 2015, Codexul Eyckensis a fost digitizat [link] la fața locului în biserica Sfânta Ecaterina de către Imaging Lab și Illuminare – Centrul pentru Studierea Artei Medievale | KU Leuven. Proiectul a fost condus de prof. Lieve Watteeuw. Imaginile de înaltă rezoluție au fost publicate online în cooperare cu LIBIS (KU Leuven). 
În 1986 Codexul Eyckensis a fost recunoscut și protejat ca patrimoniu imobil. În 2003 Codexul Eyckensis a fost recunoscut ca o capodoperă flamandă Arhivat în 5 februarie 2017, la Wayback Machine..

## Cercetări curente
În cursul lui 2016–2017 o echipă de cercetători de la Illuminare – Centrul pentru Studierea Artei Medievale | KU Leuven (prof. Lieve Watteeuw) și Institutul Regal Belgian pentru Patrimoniul Cultural (dr. Marina Van Bos) vor studia din nou Codexul Eyckensis. 